# Concerto a richiesta
Concerto a richiesta (Wunschkonzert) è un film del 1940 diretto da Eduard von Borsody.

## Produzione
Il film fu prodotto dall'Universum Film (UFA) e dalla Cine-Allianz Tonfilmproduktions GmbH.

## Distribuzione
Distribuito dall'Universum Film (UFA), venne presentato in prima a Berlino all'Ufa-Palast am Zoo il 13 dicembre 1940.